# 北勢湖
北勢湖，是臺北市內湖區的主要聚落及其鄰近地區，位於該區西北部，範圍大致為西湖次分區的西大半部（西康里、西安里、西湖里、麗山里西南端、港墘里西部）。

## 歷史
台灣清治末期至日治前期，該地區為一街庄，稱為「北勢湖庄」，隸屬於芝蘭一堡。該庄北與雙溪庄為鄰，東與內湖庄為鄰，南邊隔基隆河與上塔悠庄為界，西南邊昔日亦隔基隆河與下塔悠庄為界，但今已因河道截彎取直而直接相鄰，西北邊為大直庄。
1901年（日治明治三十四年）11月，該庄隸屬於臺北廳，編入第十區。1906年（明治三十九年）1月，第十、十一兩區合併，並改名「內湖區」。1920年（大正九年），該庄改制為「北勢湖」大字，隸屬於臺北州七星郡內湖庄。
戰後內湖庄改制為內湖鄉，隸屬於臺北縣，大字亦改制為村。1946年7月，南港、內湖分治，新里族地區仍隸屬內湖鄉。1968年7月臺北市改制為院轄市，內湖鄉併入成為內湖區，村亦改制為里。1990年3月，臺北市各區重劃，該地區仍屬於內湖區。

## 交通
台北捷運文湖線經過北勢湖地區，設有西湖站。鄰近居民可由此路線及相關路網快速前往大台北地區各地，亦可在臺北車站轉搭高鐵、台鐵或客運前往全台各地。

## 學校
- 德明財經科技大學
- 西湖國中
- 西湖國小
- 文湖國小

## 公園
- 西康公園
- 西康二號公園
- 洲子一號公園
- 洲子二號公園

## 廟宇
- 北勢湖承天宮媽祖廟
- 黃吉公祠福德宮